# Рустем Меметов
Рустем Меметов (нар. 26 липня 1941, Бурнаш, Сеїтлерський район, Кримська АРСР) — кримськотатарський музикант, співак та поет. Автор та виконавець десятків кримськотатарських народних пісень. Заслужений артист Автономної республіки Крим.

## Життєпис
Народився в культурній та освіченій родині. Дідусь — Мухаммед Сахтара — був имамом-хатипом Ускута, батько — Абдульваіт Сахтара — став співавтором збірника молитов «Буюрынъыз дуагъа», яку видав на початку 90-х років разом з письменником Різой Фазилом. У 1944 році, тобто у віці трьох років, пережив депортацію кримськотатарського народу. Його разом з матір'ю та двома братами силоміць вивезли до Уралу, в село Нова Ляля Барачинського району. Співак згадує, що у дитячому садочку, куди він ходив, виховательки були кримськими татарками і навчали дітей народним пісням, там і зародилася у майбутнього музиканта любов до кримськотатарських народних пісень.
У 1946 році батько Рустема звільняється з трудармії і родина переїжджає в Тулу. У 1956 році — переїжджає до Узбекистану. Там Рустем Меметов стає професійним водієм. Молодого чоловіка призивають у військо, там він вперше починає співати на сцені, брати участь у армійських концертах.
Після армії пішов працювати водієм в «Міжколгоспбуд» Узбекістану, але у 1964 році отримав запрошення від популярного в Узбекистані ансамблю «Хайтарма». Так розпочалася його співацька кар'єра. В цьому ж році він почав гастролювати з ансамблем, і завоював популярність публіки.
У 1966 році поступив у Ленінабадське музичне училище, де познайомився з майбутньою дружиною співачкою Ґулізар Бекіровою. У 1975 році молодята побралися.
Лише в 1991 році співак зміг повернутися до рідного Криму, про що мріяв з дитинства. Брав участь у багатьох концертах, популяризував кримськотатарську народну музику, співав пісні сучасних композиторів. З 1991 по 2001 був солістом фольклорного ансамблю «Къырым».

## Вшанування
2020 року окупаційна влада Сімферополя назвала на честь Рустема Меметова вулицю.